# Hektor (planetoïde)
(624) Hektor is een grote planetoïde die in de baan van de planeet Jupiter voor Jupiter uit rond de zon beweegt. Hij heeft een onregelmatige vorm van 370 bij 195 km en is de grootste van een familie van planetoïden in vergelijkbare banen, die de Trojanen genoemd worden. Hektors baan helt meer dan 18° ten opzichte van de ecliptica. Tijdens een omloop varieert de afstand tot de zon tussen de 5,095 en 5,349 astronomische eenheden. Hektor is de enige Trojaan waarbij een maantje ontdekt is.

## Ontdekking en naamgeving
Hektor werd op 10 februari 1907 ontdekt door de Duitse astronoom August Kopff. Kopff ontdekte in totaal 68 planetoïden.
Hektor is genoemd naar de Trojaanse held Hektor uit de Griekse mythologie. Alle nieuwe ontdekkingen met vergelijkbare banen bij Jupiter werden naar Trojaanse helden genoemd.

## Eigenschappen
Trojaanse planetoïden komen niet in botsing met de planeet waarmee ze de baan delen, omdat ze zich in een van de twee stabiele punten in de planeetbaan bevinden. Die twee punten worden de Lagrangepunten genoemd. Hektor bevindt zich in het L5-punt van de Jupiterbaan, wat betekent dat hij 60° voor de planeet uit beweegt.
Hektor heeft een voor zijn grootte zeer langgerekte vorm van ongeveer 370×195×195 km. Hij bestaat mogelijk uit twee samengeklonterde delen, zoals de planetoïde (216) Kleopatra. In 2006 ontdekten sterrenkundigen van het Keck-observatorium op Mauna Kea in Hawaii een klein maantje, dat voorlopig S/2006 (624) 1 wordt genoemd. Het maantje is ongeveer 15 km groot en bevindt zich ongeveer 1000 km van Hektor af.
Hektor wordt door spectraalanalyse ingedeeld bij de D-type planetoïden. D-type planetoïden hebben een relatief zeer laag albedo (en daarom een zeer donker, rossig oppervlak) en bestaan waarschijnlijk uit ongehydrateerde silicaten, koolstof en waterijs.
Hektor draait in 6,92 uur om zijn eigen as.